# 池内宏
池内 宏（いけうち ひろし 1878年9月28日 - 1952年11月1日）は、東洋史学者。祖父は儒学者の池内大学。

## 経歴
1878年、東京府で生まれた。東京府尋常中学校、第一高等学校を経て、東京帝国大学文科大学史学科に入学。東洋史を専攻した。1904年に東京帝国大学を卒業。
その後は、独協中学と早稲田中学教員を経て、1908年に南満洲鉄道歴史研究部の研究員に就いた。1913年に東京帝国大学講師に就いた。1916年に助教授昇格。1922年、学位論文『鮮初の東北境と女真との関係』を東京帝国大学に提出して文学博士号を取得。1925年に教授昇格。朝鮮総督の依頼で満鉄調査部歴史調査部にて実証主義的（考証的）な満蒙・朝鮮の東洋古代史研究の基礎を確立した。1937年に帝国学士院会員に選出された。1939年、東京帝国大学を定年退官し、名誉教授となった。

## 研究内容・業績
朝鮮古代史の乏しい資料の中で花郎の研究、また慶長の役などの全体像を描き出すことに尽力したことでも知られている。
評価
村山正雄は次のように評している。
武田幸男は次のように評している。
三上次男は次のように評している。
三上次男は次のようにも評している。
古畑徹は石井正敏の著書『日本渤海関係史の研究』（吉川弘文館、2001年）を評するなかで池内宏について以下のように述べている。
日野開三郎は次のように評している。

## 家族・親族
- 岳父：桜井勉 は行政官、衆議院議員。
- 妻：池内直は桜井勉の三女。

## 著作
著書
- 『文禄慶長の役 正編第一』南満洲鉄道 1914
- 『文禄慶長の役 別編第一』東洋文庫 1936
- 『日本上代史の一研究』近藤書店 1947
- 『元寇の新研究』東洋文庫 1931
- 『満鮮史研究』(全5巻) 吉川弘文館 1951-1979

## 参考資料
- 『東方学回想 Ⅱ』〈先学を語る 2〉（刀水書房、2000年）―関係者の座談会での回想
- 井上直樹「池内宏の満鮮史研究 : 『後藤新平文書』・アジア歴史資料センター所蔵文書の分析を中心に」『京都府立大学学術報告. 人文』第71号、京都府立大学、2019年12月、79-103頁、CRID 1050283688736465920、ISSN 18841732。